# Gannavaram
Gannavaram är en ort i Indien.   Den ligger i distriktet Krishna och delstaten Andhra Pradesh, i den södra delen av landet, 1 400 km söder om huvudstaden New Delhi. Gannavaram ligger 29 meter över havet och antalet invånare är 19 410.
Terrängen runt Gannavaram är platt. Runt Gannavaram är det tätbefolkat, med 849 invånare per kvadratkilometer. Närmaste större samhälle är Vijayawada, 17,0 km väster om Gannavaram. Trakten runt Gannavaram består till största delen av jordbruksmark.